# Sagrado Corazón de Jesús (escultura)
L'escultura urbana coneguda pel nom Sagrado Corazón de Jesús, ubicada al cim del Mont Naranco, a la ciutat d'Oviedo, Principat d'Astúries, Espanya, és una de les més d'un centenar que adornen els carrers de l'esmentada ciutat espanyola.
El paisatge urbà d'aquesta ciutat, es veu adornat per obres escultòriques, generalment monuments commemoratius dedicats a personatges d'especial rellevància en un primer moment, i més purament artístiques des de finals del segle xx.
L'escultura, feta de pedra, és obra de Gerardo Zaragoza i Rafael Rodríguez Urrusti, i està datada 1980.
L'escultura del Sagrado Corazón de Jesús, va ser dissenyada per García Lomas; tenia trenta metres d'altura i és obra de Gerardo Zaragoza, mentre que la de la Creu de la Victòria, de 5 metres d'altura, és obra de Rafael Rodríguez Urrusti.
Per la seva banda, per realitzar el muntatge de l'obra es va comptar amb l'escultor Oviedo José Antonio Nava Iglesias, qui va realitzar les millores i les còpies necessàries per fer front als desperfectes que el transport havia ocasionat al conjunt de l'obra.
Per sufragar les despeses es va realitzar una col·lecta popular en què es van recaptar 10 dels 17 milions necessitats, la qual cosa permetia veure possible la realització del projecte ideat en 1950 entre el pare Vega i Ramonita Beltrán, amb el suport de Sabino Álvarez Gendín (rector de la Universitat d'Oviedo), i d'altres personalitats de la vida Oviedo i asturiana, per emular el que s'havia aixecat a Rio de Janeiro. Divuit anys es van trigar a acabar el projecte, que es va iniciar el 21 de juny de 1963 amb la col·locació de la primera pedra, i es va finalitzar el 5 de juliol de 1981, data en què es va dur a terme la seva inauguració.